# Grand Sud-Est français

Carte de l'Eurorégion Alpes-Méditerranée. Les deux régions françaises qui en font partie forment, selon le découpage le plus courant, le Grand Sud-Est français, auxquelles il convient d'ajouter l'île de Corse, non représentée ici.

L'Eurorégion jusque fin 2015, avant la fusion de régions en France.

Le Grand Sud-Est français est une zone géographique correspondant, selon l'acception la plus commune, à la réunion de trois régions administratives : Auvergne-Rhône-Alpes, Provence-Alpes-Côte d'Azur (surtout) et Corse (avec un statut à part).
L'Occitanie peut parfois en faire partie, bien que plutôt située dans le Sud et le Sud-Ouest du territoire métropolitain. Tout ou partie de l'ancienne région Languedoc-Roussillon y est notamment régulièrement rattaché, plutôt moins depuis la réforme territoriale entrée en vigueur au début de 2016.
L'intégration de l'ancienne région Auvergne à cet ensemble est plus fréquente depuis cette réforme mais n'est pas systématique. Parfois, seule l'ancienne région Rhône-Alpes est citée.

## Définition
L'Insee a défini cet ensemble de régions, qui ont en commun, outre leur proximité géographique, culturelle et climatique, une importante expansion démographique (globale) depuis la fin des années 1950, liée en grande partie à l'expansion continue du tourisme et de l'automobile,. Ces critères peuvent affiner le découpage.
Depuis le vendredi 1er janvier 2016, l'ancienne région Languedoc-Roussillon est rattachée administrativement à la nouvelle région du Sud Occitanie, dont au moins une partie (ancienne région Midi-Pyrénées) est incluse dans le Grand Sud-Ouest, avec de possibles recoupements.

## Évolution de la population du Grand Sud-Est depuis 1954
Source : IAURIF et INSEE.
| Régions                    | 1954       | 1968       | 1975       | 1982       | 1990       | 1999       | 2011       | prévisions 2040 |
| -------------------------- | ---------- | ---------- | ---------- | ---------- | ---------- | ---------- | ---------- | --------------- |
| Rhône-Alpes                | 3 629 722  | 4 423 055  | 4 780 684  | 5 015 947  | 5 350 701  | 5 640 234  | 6 272 467  | 7 451 000       |
| Provence-Alpes-Côte d'Azur | 2 414 978  | 3 298 836  | 3 675 730  | 3 965 209  | 4 257 907  | 4 502 385  | 4 944 390  | 5 589 000       |
| Languedoc-Roussillon       | 1 449 101  | 1 707 498  | 1 789 474  | 1 926 514  | 2 114 985  | 2 292 405  | 2 661 449  | 3 291 000       |
| Grand Sud-Est              | 7 493 801  | 9 429 389  | 10 045 888 | 10 907 670 | 11 723 593 | 12 435 024 | 13 878 306 | 16 331 000      |
| France métropolitaine      | 42 777 162 | 49 780 543 | 52 655 864 | 54 334 871 | 56 614 493 | 58.513.700 | 61 167 000 | 70 734 000      |
| % Grand Sud-Est/France     | 17,52      | 18,94      | 19,08      | 20,08      | 20,70      | 21,25      | 21,75      | 23,09           |

Le Grand Sud-Est français à l'aune de l'Europe (selon un autre découpage).

Les régions qui composent le Grand Sud-Est sont toutes très attractives. Ainsi, en 1999, 35 % des habitants de l'entité étaient nés ailleurs que dans cette zone, et cela était encore plus vrai pour les deux régions littorales où plus de 45 % des habitants du Languedoc-Roussillon et de Provence-Alpes-Côte d'Azur provenaient d'une autre région que celle où ils résidaient.[réf. souhaitée]

## Une urbanisation importante
Le Grand Sud-Est français a connu et connaît toujours une urbanisation importante. De nombreux centres moyens sont devenus en une cinquantaine d'années des centres urbains dynamiques et parfois prestigieux (Marseille, Lyon, Nice, Montpellier, Grenoble) ayant donné naissance à des aires urbaines étendues et en expansion constante.[réf. souhaitée]

### Principales aires urbaines
Populations, lors du recensement de 2009, des aires urbaines du Grand Sud-Est :
| Aires urbaines               | Date du recensement | Date du recensement | Date du recensement | Accroissement 1982-2009 | Accroissement 1982-2009 |
| Aires urbaines               | 1982                | 1990                | 2009                | population              | pourcentage             |
| ---------------------------- | ------------------- | ------------------- | ------------------- | ----------------------- | ----------------------- |
| Lyon                         | 1 449 319           | 1 551 133           | 2 142 732           | 693 413                 | 32,36                   |
| Marseille-Aix-en-Provence    | 1 432 389           | 1 455 122           | 1 714 828           | 282 439                 | 16,47                   |
| Nice                         | 806 775             | 891 319             | 1 000 275           | 193 500                 | 19,35                   |
| Grenoble                     | 461 459             | 485 369             | 666 372             | 204 913                 | 30,75                   |
| Toulon                       | 490 340             | 531 071             | 607 681             | 117 241                 | 19,29                   |
| Avignon                      | 252 582             | 270 744             | 508 604             | 237 860                 | 46,77                   |
| Saint-Étienne                | 343 484             | 343 239             | 508 176             | 164 937                 | 32,46                   |
| Genève-Annemasse (voir note) | 157 167             | 189 348             | 269 360             | 80 012                  | 29,71                   |
| Annecy                       | 148 630             | 169 459             | 212 543             | 43 084                  | 20,27                   |
| Chambéry                     | 110 117             | 119 529             | 210 130             | 90 601                  | 43,12                   |
| Valence                      | 148 969             | 158 638             | 181 929             | 15 224                  | 8,76                    |

Note :
Ces chiffres ne concernent que la partie française de l'aire urbaine.